# 高尔威·金内尔
高尔威·金内尔（Galway Kinnell，1927年2月1日—2014年10月28日），美国诗人。出生于罗德岛州普罗维登斯。曾获得美國國家圖書獎和普利策诗歌奖。1989年至1993年任佛蒙特州桂冠诗人。